# Kondalampatti
Kondalampatti è una suddivisione dell'India, classificata come census town, di 16.300 abitanti, situata nel distretto di Salem, nello stato federato del Tamil Nadu. In base al numero di abitanti la città rientra nella classe IV (da 10.000 a 19.999 persone).

## Geografia fisica
La città è situata a 11° 38' 36 N e 78° 07' 29 E.

## Società

### Evoluzione demografica
Al censimento del 2001 la popolazione di Kondalampatti assommava a 16.300 persone, delle quali 8.222 maschi e 8.078 femmine. I bambini di età inferiore o uguale ai sei anni assommavano a 2.106, dei quali 1.127 maschi e 979 femmine. Infine, coloro che erano in grado di saper almeno leggere e scrivere erano 8.421, dei quali 5.052 maschi e 3.369 femmine.